# Psathyropus silvestri
Psathyropus silvestri is een hooiwagen uit de familie Sclerosomatidae.